# Agaricus lanatoniger
Agaricus lanatoniger är en svampart som beskrevs av Heinem. 1974. Agaricus lanatoniger ingår i släktet champinjoner och familjen Agaricaceae.   Inga underarter finns listade i Catalogue of Life.